# HD 162189
HD 162189，又名CD-4011905，SAO 228489、HR 6643，是一颗恒星，视星等为5.96，位于銀經350.43，銀緯-7.1，其B1900.0坐标为赤經17h 44m 30.6s，赤緯-40° -7.1′ 31″。